# Homa Bay
Homa Bay es una localidad de Kenia, con estatus de municipio, capital del condado homónimo.
En 2009, el municipio tenía una población total de 59 844 habitantes.
Se sitúa en una bahía de la costa del lago Victoria en el centro del condado, unos 60 km al suroeste de Kisumu. En sus inmediaciones se ubican el monte Homa y el parque nacional de Ruma.
Es una localidad portuaria dividida en seis distritos urbanos (Central, Kalanya, Kanyabala, Kanyadier/Kothidha, Katuma y Posta/Bonde). Desde 1993 es sede episcopal de la diócesis de Homa Bay.